# Michael von Brukenthal
Michael von Brukenthal (* 15. September 1716 in Leschkirch, Königreich Ungarn; † 13. Mai 1773 in Hermannstadt) war ein siebenbürgischer Politiker, Königlicher Notar, Stuhl- und Königsrichter, Oberkapitän des Fogarascher Distrikts.

## Herkunft
Die Familie Brekner von Brukenthal, deren bekanntester Vertreter Samuel von Brukenthal ist, gehörte zur politischen, geistigen und gesellschaftlichen Elite Siebenbürgens des 18. und 19. Jahrhunderts im damaligen Königreich Ungarn.  
Michael Brekner von Brukenthal d. J. war ein Sohn des Leschkircher Königsrichters Michael Brekner (1676–1736), der am 8. Juni 1724 von Kaiser Karl VI., dem Landesherrn der Habsburgermonarchie, in den erblichen Adelsstand erhoben wurde. Seine Mutter, Susanna von Heydendorff (1685–1734), entstammte der siebenbürgischen Adelsfamilie Conrad von Heydendorff aus Mediasch (rum. Mediaș). Michael von Brukenthal jun. war ein Bruder des siebenbürgischen Gubernators Samuel von Brukenthal.
Von den sechs Kindern des  Michael von Brukenthal d. Ä. (1676–1736) – vier Töchter und zwei Söhne – ist nur Michael von Brukenthal d. J. (1716–1773) der familiären Tradition folgend in Leschkirchs königlichem Stuhldienst gestanden – zuerst als Notar, dann als Stuhls- und danach als Königsrichter. So hat er auch den elterlichen Brukenthalschen Hofbesitz übernommen und verwaltet, auch nachdem er 1767 zum Oberkapitän des Fogarascher Distriktes ernannt worden war.
Die von der evangelischen Kirchengemeinde A.B. Leschkirch ausgestellten Sterbematrikeln belegen, dass Michael von Brukenthal  jun. (1716–1773) und seine Ehegattin Agnetha, geborene Brenner, Tochter des ev. Pfarrers Petrus Brenner (1724–1783), in dieser damals sächsischen Großgemeinde und Sitz des Leschkircher Stuhls, gelebt haben. Außer dem Sohn Friedrich Samuel von Brukenthal (1749–1809) sind aber später alle Nachkommen aus Leschkirch fortgezogen: Michael Gottlieb von Brukenthal (1746–1813, der spätere Sachsenkomes) und Peter Carl von Brukenthal (1753–1807) gingen nach Hermannstadt sowie Georg Martin von Brukenthal (1757–1823) auf den landwirtschaftlichen Gutsbesitz in Bägendorf  –  ung. Bendorf, heute rum. Benești – zurück, einer Gemeinde im südsiebenbürgischen Harbachtal, die zur ehemals sächsischen Ortschaft Alzen (rum. Alțâna, ung. Alcina) gehört.
Friedrich Samuel von Brukenthal, der im Leschkircher Stuhlsdienst  verblieb und seit 1776 mit Johanna Regina Conrad (1754–1830) verheiratet war, hatte nur eine Tochter, Sophia Regina von Brukenthal (1779–1854), die 1799 den aus Hermannstadt stammenden Michael Brandsch (1774–1837) heiratete, der ebenfalls in Leschkirchs Stuhlsdienst bis zum Königsrichter emporgestiegen war. Letzter Eigentümer des Brukenthalischen Besitzes in Leschkirch war danach Gustav Adolph Conrad (1841–1903), Sohn des Königsrichters Georg Friedrich Conrad  (1795–1855).  [1]
Gustav Adolph Conrad, Natur- und Heimatkundler, Begründer der siebenbürgischen Forstwissenschaft, Leiter des k.k. Forstamtes in Hermannstadt, gestaltete dann den Brukenthalisch-Conradischen Familienbesitz – den Englischen Garten und den italienischen „Giardino“ an der Soldischbastei auf dem Anwesen der „Villa Conradi“ in Hermannstadt – weiterhin aus, wobei er architektonische Details vom Schloss Miramare bei Triest übernahm. Diese Anlagen mit der historischen „Villa Conradi“ wurden danach in der Erbfolge von seinem Sohn, Gustav Conrad (1875–1923), übernommen.

## Tätigkeit
Michael Brekner von Brukenthal d. J. absolvierte traditionsgemäß zuerst das ev. Deutsche Gymnasium in Hermannstadt (heute: Colegiul Național „Samuel von Brukenthal“) und studierte ab 1736 an der Universität Leipzig, der Alma Mater Lipsiensis (AML). Danach, wieder zurück in Siebenbürgen, begann seine aufsteigende politische Karriere. 
Schon 1738 wurde er königlicher Stuhlnotar, dann, vier Jahre später, 1742 Stuhlrichter und 1748 Königsrichter in Leschkirch. In dieser Stellung wurde er 1758 Beisitzer des Directorium Oeconomicum. Im Jahr 1762 folgte seine Ernennung zum „Komesstellvertreter“ (Stellvertreter des Sachsencomes) und schließlich 1776 seine Berufung zum  Oberkapitän des Fogarascher Distriktes (ungarisch Fogaras vidék, auch Fogarascher Land, ungarisch Fogarasföld), einer Verwaltungseinheit, deren Hauptort damals Fogarasch (heute rum. Făgăraș) war. [2]
Die wichtigsten Ortschaften des historischen Fogarascher Distrikts waren neben der Stadt Fogarasch, die Gemeinden Unterarpasch (Arpașu de Jos), Mikesdorf (Părău), Unter-Wenitze (Veneția de Jos), Schirkanyen (Șercaia), Unterkumanen (Comăna de Jos) und Zernen (Zărnești).